# Blade: Trinity
Blade: Trinity ist ein US-amerikanischer Vampir-Actionfilm aus dem Jahr 2004. Mit ihm wird die auf den Blade-Marvel Comics basierende Filmtrilogie um den Vampirjäger Blade (verkörpert von Wesley Snipes) abgeschlossen.
Die Vorgängerfilme sind Blade und Blade II.

## Handlung

### Kinoversion
Zu Beginn des Filmes dringt eine stark bewaffnete Truppe von Vampiren am helllichten Tag mit Schutzanzügen in eine Zikkurat im irakischen Teil der Syrischen Wüste ein und befreit dort ein anfangs nicht näher bezeichnetes Monster aus seinem Grab. Dabei kommt ein Vampir ums Leben. Die Überlebenden nehmen das Monster mit.
In den USA ist derweil der Halbvampir Blade, auch „Daywalker“ genannt, mit seinem Mentor Abraham Whistler wieder einmal auf Vampirjagd. Nach einer Verfolgungsjagd feuert Blade auf offener Straße und in Anwesenheit von Passanten auf sein Opfer, das jedoch zu seinem Erstaunen nicht zu Staub zerfällt. Es stellt sich heraus, dass es sich nicht um einen Vampir, sondern um einen Menschen handelt und Blade auf diese Weise in eine Falle gelaufen ist: Seine Tat wurde von der Vampirin Danica Talos gefilmt und an die Behörden weitergeleitet. Nachdem der Kampf gegen die Vampire bislang ein heimlicher Krieg im Untergrund war, wird nun das FBI auf Blade angesetzt, das ihn für einen psychopathischen Serienmörder mit Wahnvorstellungen hält.
Es dauert nicht lange und Blades Versteck wird vom FBI gestürmt. Während des Kampfes vernichtet Whistler sämtliche geheimen Daten ihres Unternehmens, die auf mehreren Rechnern gespeichert sind. Er tötet sich anschließend selbst, nachdem er Blade die Möglichkeit zur Flucht gegeben und, mehrmals angeschossen, keine Chance auf ein Entkommen mehr hat. Draußen wird Blade gefasst und in die Zentrale des FBI gebracht, wo ihn Familiars – Menschen, die sich in den Dienst von Vampiren gestellt haben – verhören und Danicas Truppe ihn abtransportieren will. Im letzten Augenblick wird Blade von Hannibal King und Abigail Whistler befreit. Bei letzterer handelt es sich um die Tochter seines toten Mentors, von der Blade bislang nichts wusste. Beide gehören zur Untergrundorganisation „Nightstalkers“ und kämpfen gegen Vampire. Blade arbeitet anfangs nur widerwillig mit den jungen Leuten zusammen, aber letztendlich sind sie die letzten, die er nach Whistlers Tod noch als Unterstützung hat.
Von ihnen erfährt er, dass die Vampire Dracula geweckt haben. Es handelt sich bei ihm um den ersten aller Vampire, der ursprünglich aus dem Land Sumer stammte und damals Dagon hieß, inzwischen aber Drake genannt wurde. Bei der ersten Begegnung zwischen Blade und Drake gibt letzterer vor, dass die Vampire ihn geweckt hätten, da sie glaubten, durch ihn zu Daywalkern werden zu können. Jedoch scheint Drake, der die schwach gewordenen Vampire verachtet, fast so etwas wie Zuneigung zu Blade zu empfinden. So räumt er auch ein, dass Blade anders und besser ist als ein üblicher Vampir. In Wirklichkeit soll Drake nach dem Willen der Vampire Blade vernichten. Denn auch Drake kann ohne jedes Problem im Sonnenlicht leben und hat dieselben Fähigkeiten wie Blade, gepaart mit einer unglaublichen Körperkraft und der Fähigkeit, sich in jeden Menschen zu verwandeln.
Um die Vampire endgültig zu vernichten, haben die Nightstalkers ein Virus namens „Day Star“ entwickelt, der alle Vampire vernichten können soll. Allerdings ist seine Wirkung zu schwach; um sie extrem zu steigern, fehlt ein Tropfen von Drakes Blut, des Urvaters aller Vampire, da seine DNS noch unverfälscht ist. Dann würde jeder Vampir, der sich in der Nähe befindet, zerstört. Es besteht allerdings die Gefahr, dass das Virus auch Blade vernichtet, da er zur Hälfte auch ein Vampir ist. Das Virus wurde in einen Pfeil eingearbeitet, den Abigail, die eine gute Bogenschützin ist, bei der passenden Gelegenheit auf Drake schießen soll.
Drake dringt ins Nightstalker-Hauptquartier ein und tötet alle Menschen bis auf Hannibal, der bei der ersten Begegnung mit Drake von ihm verletzt wurde, und Zoe, Summerfields Tochter, und entführt beide ins Vampir-Hauptquartier. Die Vampire versuchen, Hannibal mit Zoe zu erpressen, um herauszufinden, an welcher Waffe die Nightstalkers arbeiten. Blade und Abigail folgen ihnen und es kommt zur finalen Schlacht. Blade liefert sich dabei mit Drake einen Schwertkampf, dabei zeigt Drake, der bislang immer eine menschliche Gestalt angenommen hatte, schließlich auch sein wahres Aussehen. Als Abigail den Pfeil mit dem Virus auf ihn schießt, kann Drake den Pfeil abfangen. Da er jedoch nicht weiß, dass der Pfeil das Virus enthält, wirft er diesen achtlos weg, um sich wieder Blade zu widmen. Dieser nimmt den Pfeil an sich und rammt ihn Drake in den Körper. Das nun freigesetzte Virus kommt mit Drakes Blut in die Luft und verbreitet sich rasch in der Luft, wodurch alle anwesenden Vampire getötet werden.
Der im Sterben liegende Drake lobt Blade, dass er ehrenhaft gekämpft habe, er gibt auch zu erkennen, dass er in ihm die Zukunft der Vampire sieht. Er weist ihn jedoch darauf hin, dass der Durst nach Blut am Ende immer siegen werde. Als ein letztes Geschenk nimmt Drake kurz vor seinem Tod Blades Gestalt an. Als die Behörden den Ort des Kampfes erreichen, denken sie, den gesuchten Blade tot vorgefunden zu haben. Als die Ärzte mit der Obduktion beginnen wollen, verwandelt dieser sich jedoch in Drake zurück.
Blade, der auf diese Weise entkommen konnte, hat das Virus überlebt und setzt seinen Kampf, der nie zu Ende gehen wird, fort.

### Alternatives Ende (Extreme Version)
Der vermeintlich tote Blade wird von den Nightstalkers zurückgelassen und soll in der FBI-Zentrale obduziert werden. Er erwacht jedoch und kann entkommen.

## Synchronisation
Die deutsche Synchronisation übernahm die Film- & Fernseh-Synchron in München, nach einem Dialogbuch und unter der Dialogregie von Horst Geisler.
| Rolle                    | Darsteller           | Deutscher Sprecher   |
| ------------------------ | -------------------- | -------------------- |
| Eric Brooks / Blade      | Wesley Snipes        | Torsten Michaelis    |
| Abigail Whistler         | Jessica Biel         | Karoline Guthke      |
| Hannibal King            | Ryan Reynolds        | Manou Lubowski       |
| Drake                    | Dominic Purcell      | Oliver Stritzel      |
| Abraham Whistler         | Kris Kristofferson   | Hartmut Becker       |
| Danica Talos             | Parker Posey         | Elisabeth Günther    |
| Asher Talos              | Callum Keith Rennie  | Erhard Hartmann      |
| Jirko Grimwood           | Triple H             | Christoph Jablonka   |
| Sommerfield              | Natasha Lyonne       | Sandra Schwittau     |
| Hedges                   | Patton Oswalt        | Axel Malzacher       |
| Chief Martin Vreese      | Mark Berry           | Thomas Albus         |
| Dr. Edgar Vance          | John Michael Higgins | Pierre Franckh       |
| FBI-Agent Ray Cumberland | James Remar          | Walter von Hauff     |
| Bentley Tittle           | Eric Bogosian        | Michael Schwarzmaier |

## Hintergrund
- Ursprünglich sollte als weibliche Hauptrolle neben Blade die fiktive Figur der Rachel van Helsing, Nachfahrin Abraham van Helsings und eine wichtige Figur in der Comic-Vorlage, auftreten. Da aber zur Drehzeit bereits ein Film namens Van Helsing in Planung war, wurde aus ihr die Figur der Abigail Whistler.

- Als die Nightstalkers mit Blade über Drake reden, hält King dem noch nicht überzeugten Blade ein Comic-Heft mit Dracula-Bezug hin. Es handelt sich dabei um einen Band der Reihe „Tomb of Dracula“, jener Reihe, in der die Figur Blade 1973 ihren ersten Auftritt hatte.

- Im Film wird auf verschiedene Art und Weise die Plansprache Esperanto verwendet: So sind Beschriftungen in und vor der Polizeistation neben Englisch auch auf Esperanto geschrieben, zum Beispiel „ROTĈAMBRO A“ und „POLICA OFICEJO“ (= Kommandoraum A, Polizeiwache), ebenso die Beschriftungen an den Wänden im Revier. In der Szene am Kiosk sind die Zeitungen auf Esperanto gedruckt, und die Dialogszene zwischen Whistler und dem Kioskbesitzer wird auf Esperanto gehalten. Hannibal King wird in einer Szene gezeigt, wie er Inkubo, einen 1966 auf Esperanto gedrehten Film mit William Shatner ansieht. Zweimal ist im Film zudem die Esperanto-Flagge zu sehen.

- Die Rolle des kräftigen Leibwächters von Danica Talos wird vom US-amerikanischen Profi-Wrestler Triple H gespielt.

### Fernsehserie
Der US-amerikanische Sender Spike TV produzierte seit Anfang 2006 die Fernsehserie Blade – Die Jagd geht weiter, welche die Handlung fortführen sollte, nachdem die drei Blade-Filme weltweit bisher über 400 Millionen Dollar eingespielt haben. Der Pilotfilm, in dem der US-Rapper Kirk „Sticky Fingaz“ Jones die Titelrolle verkörpert, wurde am 28. Juni 2006 ausgestrahlt. Die Fernsehserie lief am 11. Juni 2007 in deutscher Erstausstrahlung auf ProSieben an. Nach nur einer Staffel wurde sie wieder wegen zu niedriger Einschaltquoten abgesetzt.

### Roman zum Film
Der gleichnamige offizielle Roman zum Film wurde von Natasha Rhodes geschrieben und erschien im Dezember 2004 im Panini Verlag.

## Kritik
„Selbstgefälliger Actionfilm ohne Spannung, in dem alles Fassade, nichts Substanz ist. Selbstreferenzielle Scherze, schnelle Techno-Rhythmen und rasante Schnitte können über die blutleere Handlung nicht hinwegtäuschen.“